# Damian Szymański
Damian Szymański, né le 16 juin 1995 à Kraśnik, est un footballeur international polonais qui évolue au poste de milieu de terrain à l'AEK Athènes.

## Biographie

### Carrière en club
Né à Kraśnik en Pologne, Damian Szymański est formé par le GKS Bełchatów, où il commence sa carrière professionnelle. Il joue son premier match avec l'équipe première du club le 17 août 2013.

### Carrière en sélection
En septembre 2018, Damian Szymański est convoqué pour la première fois avec l'équipe nationale de Pologne. Il honore sa première sélection le 7 septembre 2018 contre l'Italie,,.
Le 10 novembre 2022, il est sélectionné par Czesław Michniewicz pour participer à la Coupe du monde 2022.
Le 8 juin 2024, il figure dans la liste des 26 joueurs polonais retenus par Michał Probierz pour participer à l'Euro 2024.